# Kosinowo (województwo dolnośląskie)
Kosinowo (niem. Koschnöwe) – wieś w Polsce położona w województwie dolnośląskim, w powiecie trzebnickim, w gminie Prusice.

## Podział administracyjny
W latach 1975–1998 miejscowość administracyjnie należała do województwa wrocławskiego.

## Nazwa
Według niemieckiego językoznawcy Heinricha Adamy’ego nazwa miejscowości wywodzi się od polskiej nazwy "kosiarz" - osoby ścinającej zboża oraz trawy kosą. W swoim dziele o nazwach miejscowych na Śląsku wydanym w 1888 roku we Wrocławiu wymienia nazwy - "Koschnewe (Koźnik)" podając ich znaczenie "Mäherdorf" czyli po polsku "Wieś kosiarzy". Niemcy zgermanizowali nazwę na Koschnöwe w wyniku czego utraciła ona swoje pierwotne znaczenie.
W księdze łacińskiej Liber fundationis episcopatus Vratislaviensis (pol. Księga uposażeń biskupstwa wrocławskiego) spisanej za czasów biskupa Henryka z Wierzbna w latach 1295–1305 miejscowość wymieniona jest w zlatynizownej formie Cossinowo.